# Lendakaris Muertos (album)
Lendakaris Muertos è il titolo del primo album del gruppo Lendakaris Muertos, pubblicato nel 2005.

## Tracce
1. Policía sí
2. Centro comercial
3. Veteranos de la kale borroka
4. Drogolegas
5. Cabrón
6. Gora España
7. Detector de gilipolleces
8. Horóscopo
9. Pasau de rosca
10. El problema vasco
11. Jódete Tú
12. Demasiado ciego para follar
13. Gafas de pasta
14. Mercenario en Irak
15. Cerveza sin alcohol
16. M.I.E.R.D.A.
17. Galletas integrales
18. Jet set pobre
19. Mony-mony
20. A golpe de atentado
21. Odio el fútbol
22. Violencia en acción
23. Dame punk y dime tonto